# Jan Działyński (kasztelan elbląski)
Jan Działyński herbu Ogończyk (zm. 1692 / 1693). Syn Stanisława, brat Michała.
Był elektorem Jana III Sobieskiego z województwa malborskiego w 1674 roku. 
Podstoli dobrzyński od 1674, następnie podkomorzy chełmiński od 1677. Poseł sejmiku malborskiego województwa chełmińskiego na sejm 1677 roku. W 1678 został kasztelanem elbląskim. Był także starostą tolkmickim.
Poseł województwa malborskiego z sejmiku malborskiego na sejm koronacyjny 1676 roku.